# مسافران مهتاب
مسافران مهتاب فیلمی است به نویسندگی و کارگردانی مهدی فخیم‌زاده که در سال ۱۳۶۶ تولید شد‌ه است‌.
فیلمبرداری این فیلم به تمامی در شیراز انجام شده است.

## خلاصه فیلم
سلیمان (حسین گیل) در پی بیکاری و فقر به همراه برادرش نمکی (مهدی فخیم‌زاده) که معلول ذهنی است به شهر می‌آید، اما نمکی در شهر گم می‌شود و مشکلاتی به وجود می‌آورد.

## بازیگران
- مهدی فخیم‌زاده در نقش نمکی
- حسین گیل در نقش سلیمان
- محمود بهرامی
- مهری مهرنیا
- خسرو امیرصادقی در نقش مراد
- محمدرضا امیرصادقی در نقش مش حسین اقا